# Фугу
Фугу (河豚 или 鰒; フグ, у буквалном преводу: „речна свиња“) је јапански назив за надувану рибу и јело које се прави од ње. Фугу риба може да спада у групе рода Takifugu, Lagocephalus, и Sphoeroides, или Porcupinefish рода Diodon. Фугу може бити смртоносна по људски живот због присуства отрова тетродотоксина који садржи у себи; из тог разлога је неопходна пажљива припрема како би се отклонила токсичност. У ресторанима у Јапану, као и у ресторанима неких других земаља, припрема фугу специјалитета стриктно је контролисана законом како би само најискуснији кувари, који су прошли низ ригорозних тренинга, могли да се баве припремом ове рибе. Домаћа припрема ове рибе неретко се завршава смртним случајем. Фугу се сервира у облику Сашимија или Чиринабеа. Распрострањено је мишљење да је јетра најукуснији део фугуа. Међутим, он је такође и најтоксичнији део; због чега је 1984. године у Јапану забрањено сервирање јетре.

## Токсичност
Фугу садржи највише тетродотоксина у органима, поготово јетри, јајницима и кожи. Отров садржи инхибиторе протока натријума, који прво доводе до мишићне, а онда и потпуне парализе. Жртва је свесна али не може да прича и није у могућности да дише, што се напослетку завршава гушењем и смрћу. До сада још увек није пронађен противотров. Међутим, могуће је пружити помоћ путем подршке респираторног и кардиоваскуларног система док отров не прође кроз телесни систем жртве.
Истраживањем ове рибе, омогућено је масовно узгајивање безбедне фугу која не садржи смртоносни отров тетродотоксин.

## Историја
У Јапану се фугу једе још од Џомон периода тј. од око пре 2.300 година. Два пута је била забрањивана; за време шогуната Токугава (1603—1868) током Едо периода и Меиџи периода (1867–1912), да би се поново вратила на трпезе Јапана. Фугу је такође једина забрањена храна цара Јапана, ради његове сигурности.